# 大塚・歳勝土遺跡
大塚・歳勝土遺跡（おおつか・さいかちどいせき）は、神奈川県横浜市都筑区大棚西（港北ニュータウン内）にある弥生時代中期の遺跡。港北ニュータウン遺跡群の1つに含まれる。環濠集落の大塚遺跡と、その墓域の歳勝土遺跡から構成されている。国の史跡。

## 概要
1972年（昭和47年）に港北ニュータウンの開発に伴う事前の発掘調査で存在が明らかとなる。大塚遺跡は高台に作られた弥生時代中期の環濠集落であることが確認された。歳勝土遺跡では、大塚遺跡の環濠とその周囲に広がる土塁に近接した一帯から、弥生時代から古墳時代にかけての墓の一形態である方形周溝墓群が発見されて、年代的にも同時代であることが確かめられ、環濠集落（大塚遺跡）に住んだ人びとの墓地であることが明らかになった。
弥生時代の大規模な環濠集落が完全な形で発掘されたのは極めて稀有な例である。
両遺跡の全体像が明らかになった結果、居住域と墓域が一体的に把握できる貴重な遺跡であるとして残存部分が1986年（昭和61年）1月31日に国の史跡に指定された。
現在、歳勝土遺跡と大塚遺跡の東側3分の1の面積にあたる約33,000平方メートルが保存されている。大塚遺跡の中央部及び西側は開発によって高台ごと削り取られてしまい、消滅した。
大塚遺跡で発見された遺構のうち竪穴建物跡27軒を保存（うち7軒を復元）し、高床倉庫と考えられる掘立柱建物（高床建物）は検出された10棟のうち1棟を復元、また、環濠を長さ250メートルの範囲で復元し保存している。歳勝土遺跡は、発見された遺構25基の方形周溝墓を保存し、うち5基を復元して保存している。
現在は、史跡周辺を歴史体験施設「大塚・歳勝土遺跡公園」として横浜市歴史博物館とともに一体的に整備し、保存と活用を図っている。
大塚遺跡では約90棟の竪穴建物跡と、10棟の高床建物跡が発見された。また、炭化米やモモの種子なども出土した。

## 文化財

### 国の史跡
- 大塚・歳勝土遺跡 - 1986年（昭和61年）1月31日指定[4]。

## アクセス
- 横浜市営地下鉄センター北駅から徒歩8分。